# Massacre de Pidjiguiti

O massacre em 1959 de cerca de cinquenta estivadores do Porto de Pindjiguiti

O Massacre de Pidjiguiti foi um episódio da luta pela independência da Guiné-Bissau do domínio português, antecedendo e provocando o início da luta armada naquele território.

## Massacre
Em agosto de 1959 os marinheiros e estivadores do Porto de Bissau ao serviço da Casa Gouveia no cais de Pidjiguiti entraram em greve, exigindo melhores salários e melhores condições de vida. A 3 de agosto, apesar da Casa Gouveia já ter aceite as reivindicações dos trabalhadores, o administrador do porto de Bissau, António Barbosa Carreira entendeu que só daria seguimento à ordem quando lhe apetecesse, levando ao prolongamento da greve.
Ainda hoje não se sabe com certeza qual a ação que levou ao primeiro tiro. Segundo relatos dos estivadores sobreviventes em 2015, pelas 15h45 desse dia um marinheiro, por nome Augusto, agarrou num barrote para se sentar. O cabo do mar Nicolau assustou-se, que o ia atirar contra ele, disparando sobre o marinheiro. A Polícia Internacional e de Defesa do Estado (P. I. D. E.), o cabo do mar e outras forças suprimiram a greve, abrindo fogo sobre os grevistas. O tiroteio durou até às 18 horas. O número exato de mortos nunca chegou a ser conhecido, oscilando entre os quarenta e os setenta, e cerca de cem feridos.
Apesar do Partido Africano para a Independência da Guiné e Cabo Verde (PAIGC) já ter apresentado várias versões sobre este acontecimento, o partido ainda não se encontrava constituído na altura dos acontecimentos, não tendo havido, em princípio, enquadramento partidário.

## Desenvolvimentos posteriores

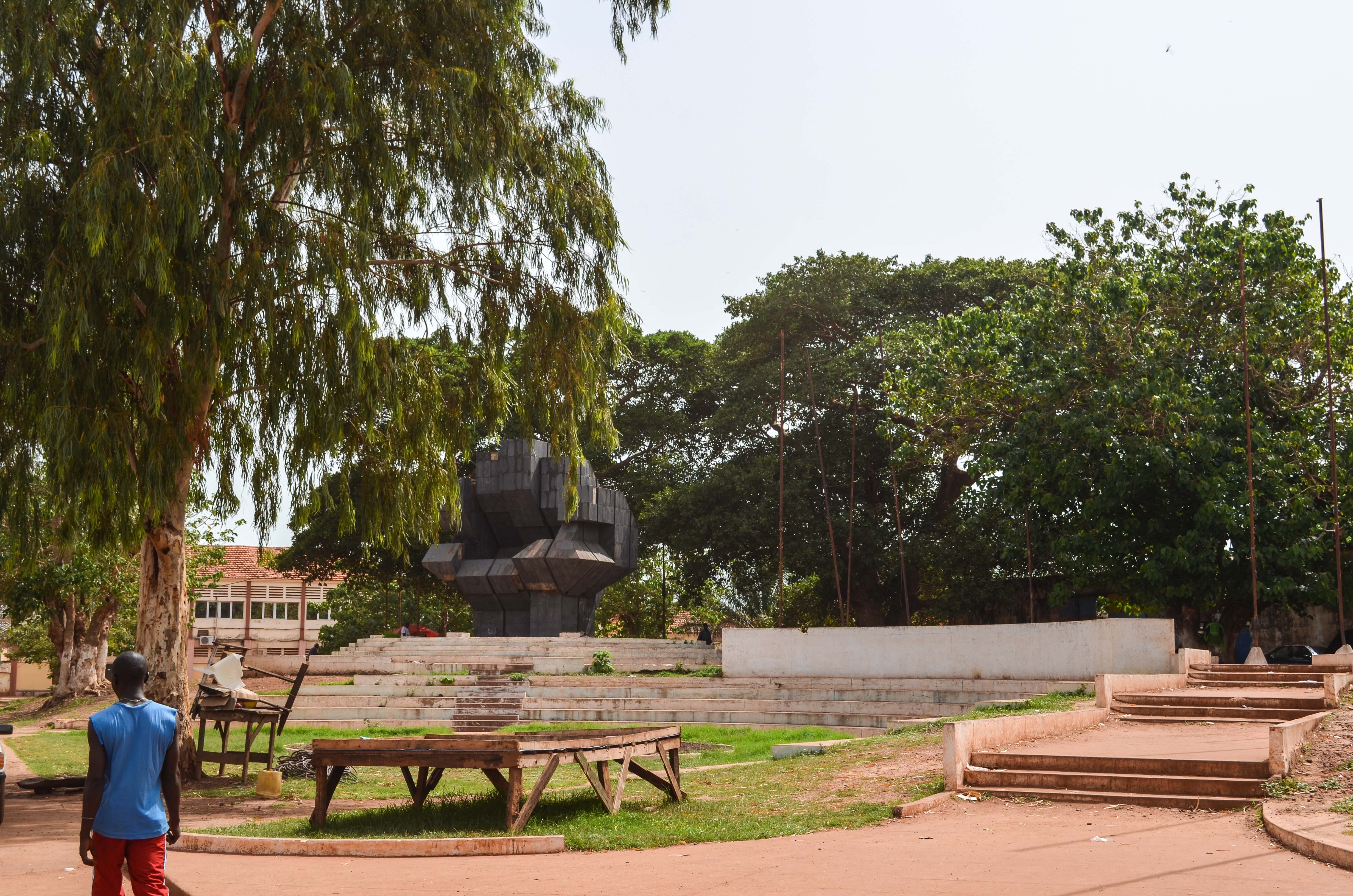
A "Mão de Timba", à entrada do cais de Pidjiguiti, monumento em honra dos mortos do Massacre de Pidjiguiti

Tendo ficado claro para os jovens quadros da resistência ao poder colonial que Salazar nunca aceitaria uma autonomia administrativa, as estratégias de moderação seguidas até então tiveram de ser repensadas. Em setembro de 1959, Amílcar Cabral e vários membros da resistência reuniram-se em Bissau, decidindo que os protestos não-violentos não iriam trazer a mudança, e concluindo que a única esperança para alcançar a independência da Guiné-Bissau seria através da luta armada, e organizando-se o PAIGC. Este foi o ponto inicial em treze anos de luta armada (1961-1974) na Guiné Portuguesa, em que cerca de dez mil combatentes do PAIGC apoiados pelo Bloco de Leste enfrentaram 35 000 tropas portuguesas e guineenses, conduzindo à independência de toda a África Portuguesa após a Revolução dos Cravos, em 1974, em Portugal.

## Monumento
À entrada do Porto de Bissau ergue-se uma escultura em blocos em honra dos mortos em Pidjiguiti. O monumento, representando uma mão fechada, chama-se a “Mão de Timba”, em crioulo "Mon de Timba", significando mão de caloteiro.